# Academia Belgica
L'Academia Belgica est une institution culturelle belge située à Rome et destinée à l'accueil en résidence pour une période donnée, en son sein ou hors les murs, de jeunes artistes ou chercheurs belges pour leur permettre de développer leurs projets créatifs.

## Localisation
Sise, 8, via Omero à Rome, dans le quartier Valle Giulia (en bordure de la Villa Borghese), l'Academia Belgica (Academia avec un seul c, selon l'origine latine, contrairement à la graphie italienne) est l'une des nombreuses académies de la Ville Éternelle. Dans la même rue, en effet, on trouve l'Academia di Romania, l'Istituto Olandese, l'Accademia d'Egitto… Sur les hauteurs, de l'autre côté de la Galerie d'art moderne, dans le quartier des Parioli, se situe la British Academy. L'Académie de France n'est pas loin, à l'autre bout de la Villa Borghese. Quant à l'Académie Américaine, elle se niche dans le Trastevere.

## Historique
Bâtie en 1939, pour symboliser l'union de deux pays, l'Italie et la Belgique, à l'occasion du mariage du futur Umberto II avec la princesse de Belgique et sœur de Léopold III, Marie-José, l'Academia abrite aujourd'hui l'Institut historique belge, reçoit pour des séjours des artistes, des chercheurs, des boursiers, accueille dans sa bibliothèque spécialisée en histoire, histoire de l'art, histoire des religions et en littératures, belge, entre autres, de nombreux chercheurs.
En outre, l'Academia organise des expositions, des concerts, des rencontres interuniversitaires, colloques et séminaires.
Parmi les directeurs et autres personnalités de l'Academia Belgica, citons le grand historien Franz Cumont, qui a fait don de sa collection de livres à l'Academia, les professeurs Fernand de Visscher, Fernand Vercauteren, Louis Godart, Jacqueline Hamesse, Walter Geerts…
L'Academia a connu, ces dernières années, une rénovation de fond en comble. Les façades ont été ravalées ; les jardins redessinés ; l'aménagement intérieur modernisé (chambres pour les visiteurs, boursiers et pensionnaires ; salles de réunions ; bibliothèque réadaptée aux exigences de l'informatique et de la communication etc.).

## Havre des chercheurs et des artistes
Depuis ses débuts, l'Academia s'est donné comme mission culturelle d'offrir aux chercheurs et aux artistes de toutes disciplines des occasions de séjour, pour mettre à profit des études en cours et/ou des œuvres en devenir.
C'est ainsi que de nombreux historiens, chercheurs en histoire de l'art et des religions, des archéologues, des musiciens, des écrivains (Lucien  Noullez, Sophie Buyse, R.M. François, Liliane Wouters, Carino Bucciarelli, L. Schraûwen, G. Bauloye, Jacques Sojcher, Philippe Mathy, G.Hons, Philippe Leuckx, J.L. Outers, Françoise Mallet-Joris, A. Romus, Colette Nys-Mazure, D. Costermans, B.Deprez, etc.), belges, ont été accueillis pour des séjours de plus ou moins longue durée. Des bourses de recherche et d'écriture, octroyées par la Communauté française, la Communauté flamande, le FNRS, entre autres, favorisent l'organisation.